# Osburg Verlag
Der Osburg Verlag ist ein deutscher Verlag für Biografien, Sachbücher und Belletristik mit Sitz in Hamburg.

## Geschichte
Der Verlag wurde am 21. Dezember 2006 von Wolf-Rüdiger Osburg formell gegründet; das erste Programm erschien im Frühjahr 2008. Von 2012 bis 2015 gehörte er zur Verlagsgruppe Murmann, seit April 2015 ist er wieder selbständig.
Seit 2019 ist der Osburg Verlag Teil der Liste unabhängiger Verlage (LuV) in Hamburg.
Seit 2021 ist der Verlag im Freundeskreis der Kurt Wolff Stiftung.

## Programm
Unter dem Motto „Menschen und ihre Geschichte“ veröffentlicht der Verlag Biografien sowie Sachbücher zu historischen und gesellschaftspolitischen Themen.
Dabei ist das Interesse an den „Grenzgängern der Geschichte“ die treibende Kraft und Inspiration in der Programmgestaltung. In seinen Biografien widmet sich der Osburg Verlag mit besonderer Aufmerksamkeit der Geschichte von Menschen, die in Vergessenheit geraten sind und die es wiederzuentdecken gilt.
Auch die belletristischen Titel behandeln überwiegend historische und gesellschaftlich relevante Sujets, so etwa der 2020 mit dem Tukan-Preis ausgezeichnete Obdachlosigkeits-Roman Der Sandler von Markus Ostermair.
Zudem sind in der Reihe „Osburg Tivoli“ Kriminalromane und Psychothriller erschienen.

## Autoren
Im Osburg Verlag erschienen Werke u. a. von:
- Tobias Arand
- Ketil Bjørnstad
- Jutta Ditfurth
- Ludger Fischer
- Michael Göring
- Pavel Kohout
- Hans Wolfgang Kölmel
- Jaan Kross
- Franz Maciejewski
- John Nettles
- Joyce Carol Oates
- Volker Elis Pilgrim
- Barbara Sichtermann
- Frauke Volkland
- Franz Wauschkuhn

## Auszeichnungen
- Deutscher Verlagspreis 2020[5]